# Kanye
Kanye is een stad in Botswana en is de hoofdplaats van het district Southern.
Kanye telde in 2001 bij de volkstelling 40.628 inwoners.

## Geboren
- Quett Masire (1925-2017), president van Botswana (1980-1998)